# Hulans naturreservat, Mariestads kommun
Hulans naturreservat är ett naturreservat i Mariestads kommun i Västra Götalands län.
Det bildades 2024 och omfattar 90 hektar. Området omfattar nordöstra udden av Torsö i Vänern och består av barrskog.